# Johann Gottfried Galle
Johann Gottfried Galle (9 tháng 6 năm 1812 - 10 tháng 7 năm 1910) là nhà thiên văn học người Đức. Ông làm việc và nghiên cứu tại đại Đài thiên văn học Berlin và Đại học Breslau. Ông là người giúp danh tiếng của Urbain Le Verrier được mọi người biết đến nhờ việc phát hiện ra sao Hải Vương. Vào ngày 23 tháng 9 năm 1846, ông được Le Verrier chỉ lên bầu trời vị trí của một hành tinh chưa được biết tới mà nhà khoa học người Pháp đã tính toán ra trong một thời gian dài. Ông hướng kính thiên văn vào vị trí đó và phát hiện một hành tinh màu xanh nước biển. Ông vui mừng thông báo cho nhà thiên văn người Pháp về sự phát hiện đó. Nhờ đó, Le Verrier được biết tới khắp châu Âu.